# Ionel Cândea
Ionel Cândea (n. 1949, Măcin, Tulcea) este un istoric român, membru corespondent al Academiei Române din 2016.

## Biografie
Ionel Cândea s-a născut la 25 februarie 1949 în localitatea Măcin din județul Tulcea iar de-a lungul timpului s-a remarcat prin numeroasele profesii pe care și le-a însușit în urma studiilor din cadrul Facultății de Istorie din București[1] în perioada 1968-1972. Ulterior studiilor, Ionel Cândea a deținut următoarele funcții: 1967-1968 și 1972-1975 profesor de istorie la nivel gimnazial; 1975-1989 muzeograf în cadrul Muzeului Brăilei Carol I; 1989-2021 director al aceluiași muzeu; 1996-2003 conferențiar în cadrul Facultății de Istorie și Filosofie din Universitatea Dunărea de Jos; 2003-2007 prodecaul Facultății de Istorie și Filosofie din Univeristatea Dunărea de Jos[2]. Din punct de vedere al studiului arheologic, istoricul s-a axact pe cercetarea perioadei mediavale astfel că a avut în prim plan Mănăstirea Măxineni și orașul Brăila[3]. În urma cercetărilor au rezultat două monografii importante pentru comunitateabrăileană.
Implicarea lui Ionel Cândea a fost remarcată și apreciată de către comunitatea locală astfel cî de-a lungul timpului acesta s-a bucurat de primirea a câtorva titluri și distincții:

## Premii și distincții
- Ordinul „Meritul cultural“ în grad de Ofițer, 2004
- Diploma de Onoare, acordată de Muzeul Național de Istorie a României, 2006
- Diploma de recunoștință și calitatea de membru fondator, acordată de Fundația Culturală „Biblioteca Românească“ din Canada, 2010
- Emblema de Onoare a Forțelor Terestre, 2018
- Ordinul „Sfântul Ierarh Martir Antim Ivireanul“, conferită de Patriarhia Română, 2018
- Cetațean de onoare - Municipiul Brăila, 2002”[4]

## BIBLIOGRAFIE
[1] Valeriu Sârbu, „Ionel Cândea-repere biografice”, p.381
[2] https://acad.ro/acad_membri/membri/Candea_Ionel.html, accesat la 21 aprilie 2023
[3] Valeriu Sârbu, „op. cit.”, p.382
[4] https://acad.ro/acad_membri/membri/Candea_Ionel.html, accesat la 21 aprilie 2023